# Mørkt stof
I kosmologi er mørkt stof eller mørk materie hypotetiske subatomare partikler med i dag (2018) ukendt sammensætning, som ikke vekselvirker med elektromagnetisme, men som vekselvirker med gravitation, og hvis eksistens man slutter sig til ud fra dets gravitationspåvirkning på synligt stof som f.eks. stjerner og galakser. 
Kun 4–5% af universets stof kan ses direkte – denne procentsats er udledt af gravitationseffekten på det synlige stof og dets placering og bevægelse. 23–25% formodes at være mørkt stof. De resterende ca. 70% formodes at bestå af mørk energi. 
Observationelt kender man ikke massen på de enkelte mørkt-stof-partikler, og de teoretiske forudsigelser spænder fra axioner med en masse på mili-elektronvolt, over sterile neutrinoer med masse på få kilo-elektronvolt, til supersymmetriske partikler med masse på få 100 giga-elektronvolt. Observationelt er deres masse begrænset til at være mindre en omkring 100 sol-masser, for ellers ville dynamisk friktion fra det mørke stof gøre disk-galakser mere runde.
Mørkt stof kan kun vekselvirke ganske svagt med sig selv; ellers ville den berømte "bullet cluster" se ganske anderledes ud. Man kan kun måle forholdet mellem vekselvirkningstværsnit og masse, hvilket svarer til Areal/Masse. Dette forhold er observeret til at være mindre end nogle få kvadrat-centimeter pr gram, hvilket svarer til forholdet Areal/Masse for en fodbold.
Bl.a. Laboratori Nazionali del Gran Sasso undersøger eksistensen af mørkt stof eksperimentelt med rekyleksperimenter.